# Black Lips
Black Lips is een Amerikaanse garage punk-band (een fusie tussen de muziekstijlen garagerock en punk) uit Atlanta, Georgia. De groep bestaat sinds 2000 en telt vier bandleden.
De groep heeft sinds de oprichting 5 studioalbums uitgebracht, 2 livealbums en vijf albums die ze samen met verschillende andere bands hebben opgenomen, zogenoemde split-albums.
De groep werd in 2000 opgericht door de tieners Alexander, Swilley, Bradley en Eberbaugh. Twee jaar na de oprichting kwam gitarist Eberbaugh om het leven toen hij in december van 2002 werd aangereden door een dronken bestuurder die verkeerde kant in reed. De overige bandleden besloten om Black Lips toch voort te zetten, omdat ze geloofden dat Eberbaugh dat zo gewild had. De vervanger van Eberbaugh werd Jack Hines, die later, in 2004, werd vervangen door Saint Pé.

## Discografie

### Studioalbums
- Black Lips! - 2003 (Bomp! Records)
- We Did Not Know the Forest Spirit Made the Flowers Grow - 2004 (Bomp! Records)
- Let It Bloom - 2005 (In The Red Records)
- Good Bad Not Evil - 2007 (Vice Records)
- 200 Million Thousand - 2009 (Vice Records)
- Arabia Mountain - 2011 (Vice Records)
- Underneath the Rainbow - 2014 (Vice Records)

## Trivia
- Het nummer Raw Meat wordt overigens gebruikt bij de intro van het Vlaamse tv-programma Reizen Waes.